# Gudrun Annette Høie
Gudrun Annette Høie (Kristiansund, 13 de julio de 1970) es una deportista noruega que compitió en lucha libre. Ganó 6 medallas en el Campeonato Mundial de Lucha entre los años 1989 y 1999, y dos medallas en el Campeonato Europeo de Lucha, plata en 2000 y bronce en 2002.

## Palmarés internacional
| Campeonato Mundial | Campeonato Mundial    | Campeonato Mundial | Campeonato Mundial |
| Año                | Lugar                 | Medalla            | Categoría          |
| ------------------ | --------------------- | ------------------ | ------------------ |
| 1989               | Martigny (Suiza)      | Medalla de oro     | 57 kg              |
| 1990               | Luleå (Suecia)        | Medalla de oro     | 57 kg              |
| 1991               | Tokio (Japón)         | Medalla de plata   | 57 kg              |
| 1993               | Stavern (Noruega)     | Medalla de oro     | 57 kg              |
| 1998               | Poznań (Polonia)      | Medalla de oro     | 56 kg              |
| 1999               | Boden (Suecia)        | Medalla de bronce  | 56 kg              |
| Campeonato Europeo |                       |                    |                    |
| Año                | Lugar                 | Medalla            | Categoría          |
| 2000               | Budapest (Hungría)    | Medalla de plata   | 62 kg              |
| 2002               | Seinäjoki (Finlandia) | Medalla de bronce  | 55 kg              |